# Sven Sjödin
Sven Olov Sjödin, född 7 november 1932 i Vännäs, Västerbottens län, är en svensk målare.
Han är gift med Birgitta Mona Doris Helén Bergegårdh. Sjödin är som konstnär autodidakt och tillbringade en stor del av sin uppväxt i Lappland där han bedrev självstudier genom att teckna och måla av landskapet, han genomförde en studieresa till Paris 1962. Hans konst består av porträtt och skildringar fån Lappland i olja, pastell eller gouache. Bland hans porträtt märks ett regementschefsporträtt vid Kungliga Livregementets husarer i Skövde. Sjödin är representerad med en landskapsmålning vid Mölltorps kommunalhus.